# James Farentino
James Farentino (New York, 24 februari 1938 – Los Angeles, 24 januari 2012) was een Amerikaans acteur, bekend van zijn rollen in de series Dynasty, ER en Melrose Place.

## Biografie
Farentino werd geboren in de borough Brooklyn van New York. Hij won in 1967 een Golden Globe als 'beste nieuwkomer' voor zijn rol in de film The War Lord (1965). Hij stierf aan hartklachten na een longziekte in zijn woonplaats Los Angeles.

## Huwelijken
- 1962-1965 Elizabeth Ashley - gescheiden
- 1966-1983 Michele Lee – gescheiden
- 1985-1987 Debrah Farentino – gescheiden
- 1994-2012 Stella Farentino – zijn dood

Hij had tevens vijf jaar een relatie met Tina Sinatra, de dochter van Frank Sinatra. Farentino kreeg met zijn tweede echtgenote een zoon.

## Filmografie

### Films
Selectie:
- 1980 The Final Countdown – als Richard Owens / Mr. Tideman
- 1969 Me, Natalie – als David Harris

### Televisieseries
Selectie:
- 1998 Melrose Place – als Mr. Beck – 4 afl.
- 1996 ER – als Ray Ross – 3 afl.
- 1992 Julie – als Sam McGuire – 7 afl.
- 1985-1986 Mary – als Frank DeMarco – 13 afl.
- 1986 Sins – als David Westfield – 3 afl.
- 1984 Blue Thunder – als Frank Chaney – 11 afl.
- 1981-1982 Dynasty – als Dr. Nick Toscanni – 20 afl.
- 1977 Jesus of Nazareth als Simon Peter - 4 afl.
- 1972 Cool Million – als Jefferson Keyes – 5 afl.
- 1969-1972 The Bold Ones: The Lawyers – als Neil Darrell – 20 afl.

- Biblioteca Nacional de España: XX1358325
- Bibliothèque nationale de France: cb139412551 (data)
- Gemeinsame Normdatei: 1019184418
- International Standard Name Identifier: 0000 0000 7778 1379
- Library of Congress Control Number: n87860185
- Nationale Bibliotheek van Tsjechië: xx0209307
- Nationale bibliotheek van Australië: 36528399
- SNAC: w6tr8z48
- Système universitaire de documentation: 07593695X
- Trove: 1274364
- Virtual International Authority File: 64195899
- WorldCat: E39PBJyMbYrkYJQTVjQYcWqhHC